# Sláine
Sláine är en tecknad serie, och tillika namnet på dess huvudperson. Serien publiceras i den anrika brittiska science fiction-serietidningen 2000 AD från IPC Media och har på svenska tryckts i serietidningen 2000+. Serien skapades av Pat Mills och Angela Kincaid runt 1983, och har tecknats av artister som Mike MacMahon, Massimo Belardinell Glenn Fabry, Simon Bisley och dagens Clint Langley.
Hjälten Sláine är byggd på de keltiska myterna om Cuchulainn och beskrivs som en vandrare förvisad från sitt folk, hans favoritvapen är en yxa kallad Brainbiter, han har ett flertal superkrafter, till exempel bärsärkargång. 